# Aeroport d'Oujda-Angads
L'Aeroport d'Oujda-Angads (àrab مطار وجدة أنجاد) (codi IATA: OUD, codi OACI: GMFO) és un aeroport del Marroc que serveix la vila d'Oujda, dins la regió Oriental. Està localitzat aproximadament a 12 kilòmetres (7 mi) al nord d'Oujda i aproximadament a 600 kilòmetres (373 mi) al nord-est de Casablanca, vora la frontera amb Algèria.

## Història
Durant Segona Guerra Mundial l'aeroport va ser utilitzat com a camp d'aviació militar per la Dotzena Força Aèria de les Forces Aèries de l'Exèrcit dels Estats Units durant la campanya del nord d'Àfrica. Fou conegut com a camp d'aviació d'Oujda i se li van assignar les unitats:
- HQ 5a Ala de Bombardeig, desembre 1942 - gener 1943
- HQ 52a Ala Portadora de Tropa, 8 de maig - juliol de 1943
- 68è Grup de Reconeixement, novembre de 1942 - 24 de març 1943 (avions de reconeixement fotogràfic)
- 313è Grup Portador de Tropes 9 maig - 16 de juny de 1943, C-47 Skytrain
- 319è Grup de Bombardeig 3 de març - 25 d'abril de 1943, B-26 Marauder
- 350è Grup del Combat 6 de gener - 14 de febrer de 1943,  P-39/P-400 Airacobra

Després que els estatunidencs van traslladar les seves unitats actives a mitjans de 1943, l'aeroport va ser utilitzat com a camp d'escala i d'aterratge per aeronaus del Comando de Transport Aeri en el transport per carretera de Casablanca-Alger. Quan va acabar la guerra, el control del camp d'aviació civil va ser retornat a les autoritats civils.

## Instal·lacions
L'aeroport es troba a una altura de 468 m per damunt del nivell de mar. Té dues pistes designades com 06/24 i 13/31 cadascú amb una superfície de betum i asfalt i amb unes mesures de 3.000 x 45 metres (9,843 ft × 148 ft).

## Aerolínies i destins
| Aerolínies                          | Destinacions                                |
| ----------------------------------- | ------------------------------------------- |
| ASL Airlines France                 | Estacional: Paris-Charles de Gaulle         |
| Azores Airlines                     | Charter: Lisbon, Porto                      |
| Corendon Dutch Airlines             | Estacional: Amsterdam                       |
| Germania                            | Estacional: Tolosa de Llenguadoc            |
| Privilege Style operat per Swiftair | charter estacional: Porto                   |
| Royal Air Maroc                     | Amsterdam, Casablanca, Marsella, Paris-Orly |
| Royal Air Maroc Express             | Casablanca, Nador                           |
| Ryanair                             | Beauvais, Charleroi, Marsella, Weeze        |
| Saudia                              | Charter: Jeddah                             |
| Transavia France                    | Lió, Paris-Orly                             |
| SmartWings                          | Praga                                       |
| TAP Portugal                        | Charter estacional: Porto                   |
| Travel Service Slovakia             | Charter: Bratislava, Prague                 |
| TUI Airlines Belgium                | Charleroi, Paris-Orly, Eindhoven            |

## Estadístiques de tràfic
| Item            | 2007    | 2006    | 2005    | 2004    | 2003    | 2002    |
| --------------- | ------- | ------- | ------- | ------- | ------- | ------- |
| Moviments       | 3546    | 3108    | 3316    | 3031    | 2303    | 2199    |
| Passatgers      | 315,006 | 242,080 | 225,444 | 193,036 | 180,406 | 168,385 |
| Càrrega (tones) | 451.09  | 451.09  | 202.08  | 197.14  | 260.99  | 618.10  |